# 雅典地铁
雅典地铁（羅馬化：Metro Athinas）为希腊雅典市的城市轨道交通系统，由阿提卡地铁公司（希腊语：Αττικό Μετρό Α.Ε.）擁有及运营，現在雅典地鐵有3條線路，長86.6公里，有67個車站。每日平均使用旅客量為1,115,000人次。

## 歷史

### 比雷埃夫斯-基菲西亞鐵路
1855年，希臘總理亞歷山德羅斯·馬夫羅科達托斯提交了「關於建立從雅典到比雷埃夫斯的鐵路」的法案，於1867 年由英國商人愛德華·皮克林開始修建。1869年2月27日，比雷埃夫斯站至提塞約站開通，由雅典和比雷埃夫斯鐵路公司 (SAP) 營運，為一條蒸汽機車運行，單線客貨混合路線，即今日雅典地铁1号线的前身，但當時並不被視為地鐵路線。
1895年該線延伸至奧摩尼亞站，1904年完成電氣化，1926年營運商改為希臘電氣鐵路（EIS），EIS與當時營運米轨鐵路拉夫里翁廣場-斯特羅菲利鐵路的電力運輸公司（HEM）協議，將兩條鐵路改造使其連接，工程一度因為二戰暫停，戰後工程重新展開，並於1957年完工，成為今日1號線比雷埃夫斯站到基菲西亞站的規模。
1976年，EIS 被國有化並更名為雅典-比雷埃夫斯電力鐵路公司（ISAP），該公司繼續運營該路線，直到2011年6月16日。

### 新路線
1號線開通之後，許多新路線的建議被提出，1950年代開始相關規劃，但是因為1960年代希臘軍隊政變，成立希臘軍政府，以及軍政府倒台後新政府各黨的理念爭執，地鐵新路線遲遲未能動工。
1985年希臘政府恢復地鐵新路線的規劃，規劃由當時營運比雷埃夫斯-基菲西亞鐵路的ISAP負責，計畫建設2條新路線，編號為2號與3號線，比雷埃夫斯-基菲西亞鐵路則為1號線。新路線的規劃隨後轉由中央政府部門負責，1991年中央政府確定2條新路線的建造，並成立阿提卡地鐵公司管理新建路線，新路線於1992年動工，2000年1月，2號線與3號線首段同時開通。
開通之後2、3號線經過幾次延伸，其中最重要的是2004年，3號線為配合2004年夏季奥林匹克运动会的舉辦延伸至為於雅典国际机场的雅典機場站，起初預計只有通勤鐵路--雅典市郊鐵路會使用此站，但後來阿提卡地鐵決定延長3號線到機場，然而興建新軌道不符合經濟效益，因此地鐵列車使用市郊鐵路的軌道直通運轉，但市郊鐵路使用25千伏50赫茲的交流電，為此3號線引進新的直-交流變換列車，每小時有2列列車前往雅典機場。

### 合併1號線
1998年時希臘便通過法案，將營運比雷埃夫斯-基菲西亞鐵路的 ISAP與新的地鐵公司合併，但政府長期未執行該法案，2000年由於2、3號線通車，比雷埃夫斯-基菲西亞鐵路更名為雅典地鐵1號線，仍由 ISAP營運，直到2011年雅典重組其公共交通營運商，ISPA被併入阿提卡地鐵公司，並與雅典有軌電車的營運商合併組成雅典城市軌道運輸組織 (OASA)，阿提卡地鐵公司成為OASA的子公司。

### 路線延伸
雅典地鐵2號線近期的擴張為2013年分別在西北側延伸2站、南側延伸4站。
3號線南延，或稱為「3號線延伸比雷埃夫斯」，計畫總長7.6公里，設置6座車站，其中1站為與1號線轉乘的既有站，2012年雅典與阿爾斯通簽訂建設合約，開始該段建設，2020年7月7日，首段3站、2.1公里的路段通車。剩餘的路段於2022年10月10日開通，3號線南延開通之後在1小時內連接雅典最重要的港口與機場。

## 路线列表

### 營運路線
雅典地铁有1号线、2号线、3号线三条线路。3號線皮亞琴察公爵夫人站 - 雅典機場站路段性質為通勤鐵路。

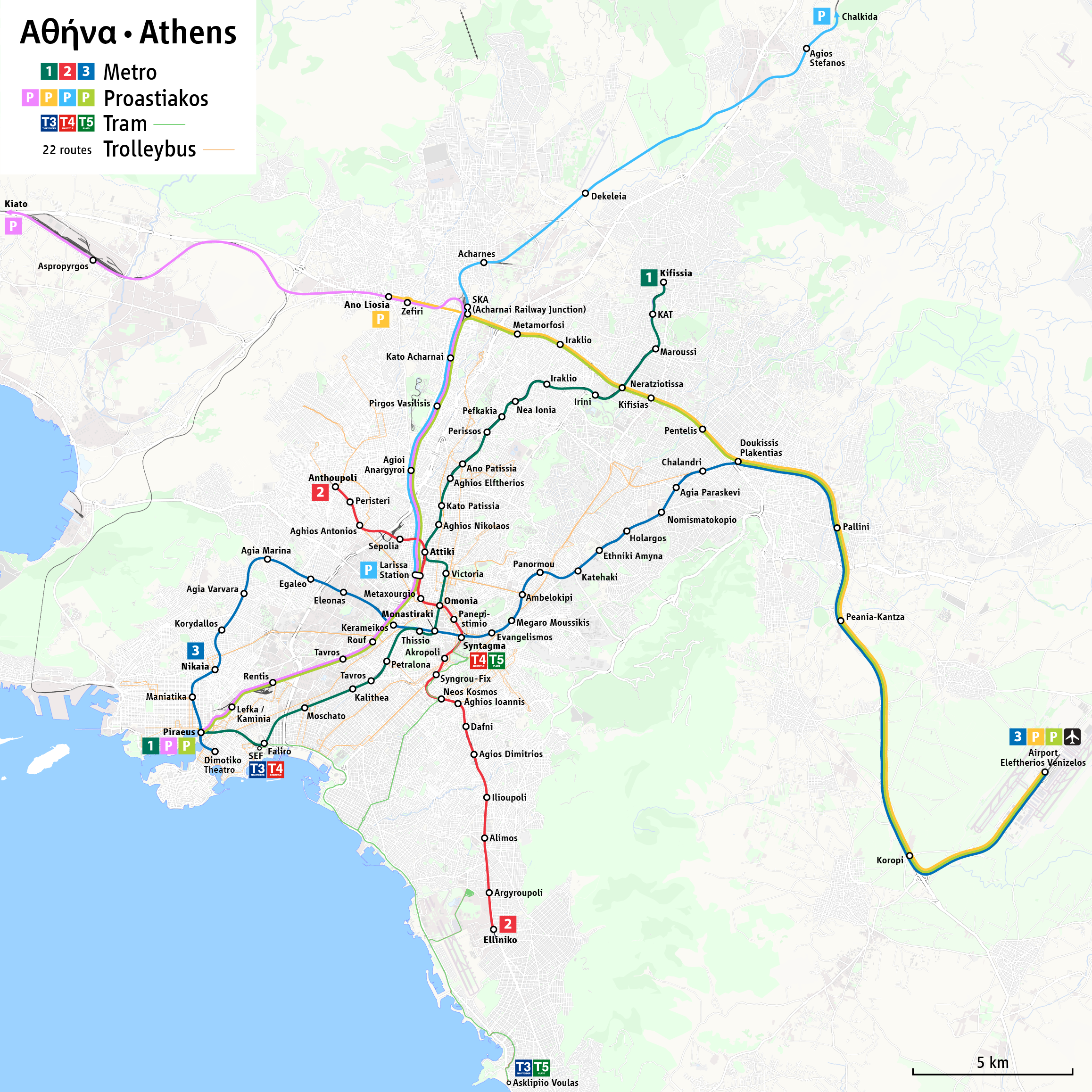
雅典軌道交通網絡

| 路線               | 路線圖顏色[I] | 首段啟用日期  | 最新段啟用                      | 最新啟用車站                    | 路線                                      | 長度                                                                    | 站數 |
| ------------------ | ------------- | ------------- | ------------------------------- | ------------------------------- | ----------------------------------------- | ----------------------------------------------------------------------- | ---- |
| 號線               | 綠色          | 1869年2月27日 | 1957年8月10日                   | 2004年8月6日 （內蘭喬蒂薩）     | 比雷埃夫斯－基菲西亞                      | 25.6 km（15.9 mi）                                                      | 24   |
| 號線               | 紅色          | 2000年1月28日 | 2013年7月26日 （希臘）          | 2013年7月26日 （希臘）          | 安東波利－希臘                            | 17.9 km（11.1 mi）                                                      | 20   |
| 號線               | 淺藍色[*]     | 2000年1月28日 | 2022年10月10日 （迪莫蒂科劇院） | 2022年10月10日 （迪莫蒂科劇院） | 迪莫蒂科劇院－皮亞琴察公爵夫人 - 雅典機場 | 26.6 km（16.5 mi）（僅地鐵路段） 47.3 km（29.4 mi）（包含直通市郊鐵路） | 27   |
| 總計               | 總計          | 總計          | 總計                            | 總計                            | 總計                                      | 91.7 km                                                                 | 67   |
| * 以深藍色為標誌。 |               |               |                                 |                                 |                                           |                                                                         |      |

### 未來計畫

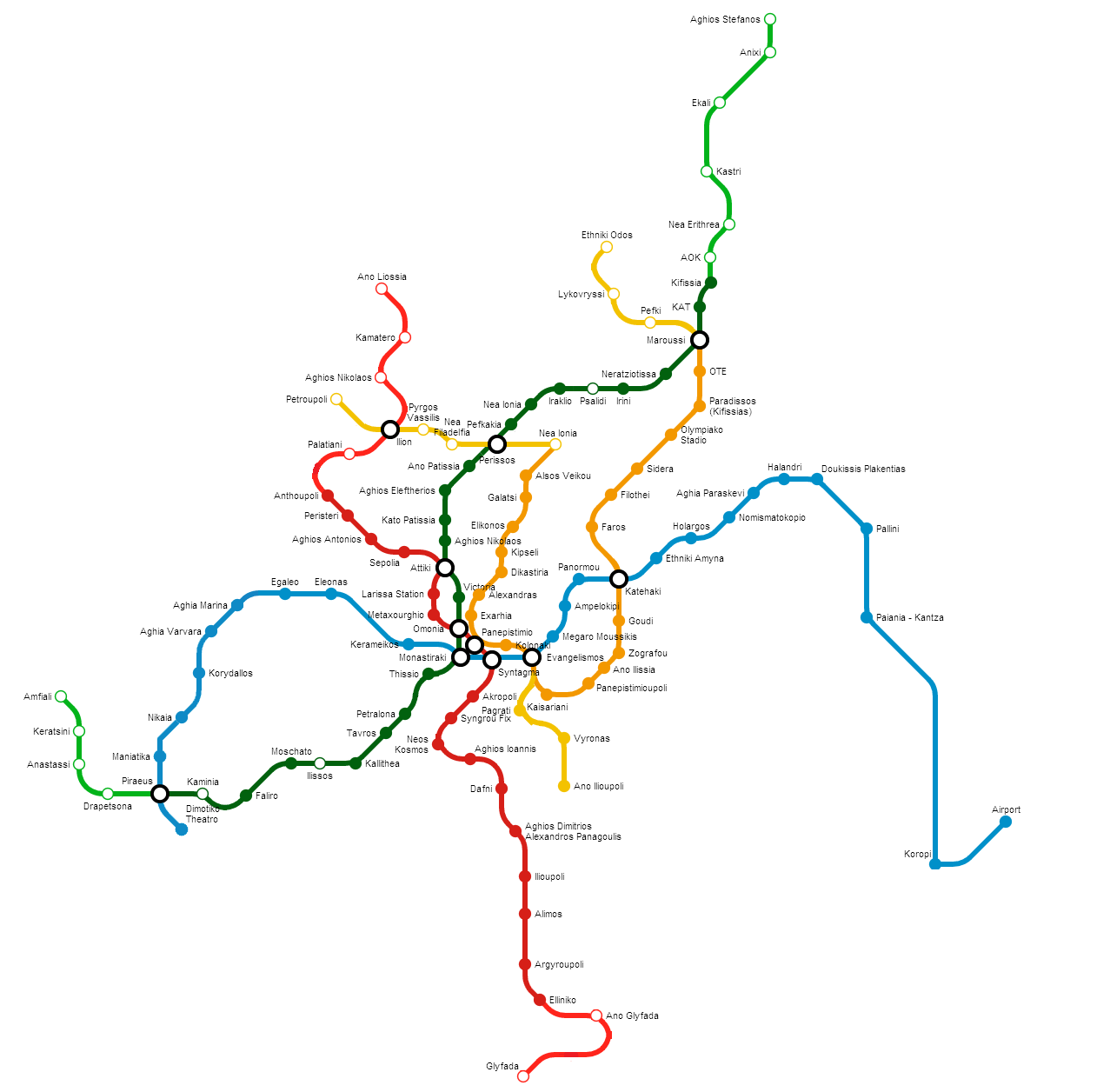
規劃中雅典地鐵的可能擴張

#### 4號線
4號線為雅典地鐵計畫中的新路線，主線呈U字形，並有一條支線，總共分為5個路段，全長38.2公里，設有35個車站，第一期預計施作A段，A段为加拉茨到佐格拉富的古迪，長12.8公里，設有15座車站，其中13站為新建車站，2站為既有站轉乘，分別與2、3號線轉乘，A段成本預計為15.1億歐元，工期約8年，2020年11月，阿爾斯通被選中為該線路提供20列4節車廂編組、自動駕駛的阿爾斯通大都會型列車。2011年4號線动工，预计工期為8年，即2029~2030年开通。

## 使用車輛

### 1號線列車

#### 除役車輛
1號線的列車中，第一批為蒸汽機車，1904年電氣化後停用。2至4批次為木製列車，使用至1985年為止，地5批次之後為金屬製列車。

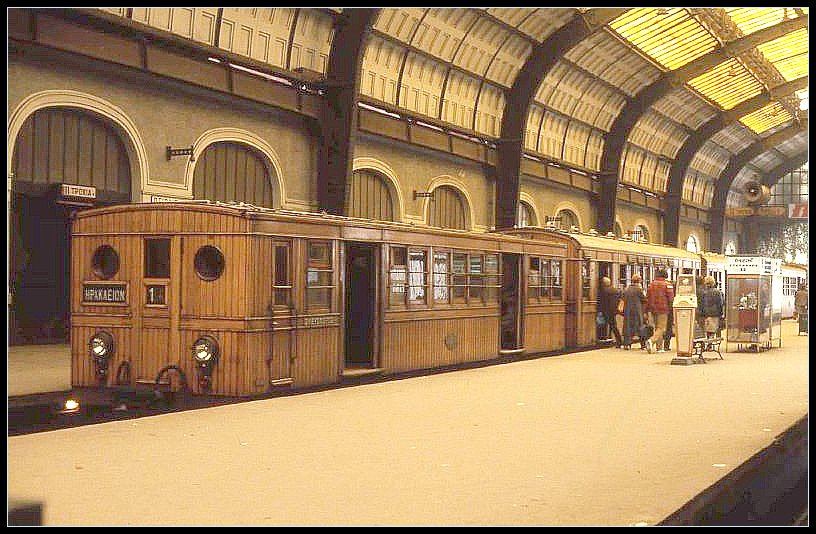
1號線早期的木製列車

| 批次 | 製造商                                         | 圖片 | 製造國      | 車輛數        | 投入使用                | 除役 |
| ---- | ---------------------------------------------- | ---- | ----------- | ------------- | ----------------------- | ---- |
| 1    | 多家製造商                                     |      | 英国        | 22 (蒸汽機車) | 1869                    | 1904 |
| 2    | 湯姆森-休斯頓電氣公司                          |      |             | 40            | 1904                    | 1985 |
| 3    | 波美馬彭公司                                   |      | 比利时      | 9             | 1914                    | 1985 |
| 4    | 波美馬彭公司                                   |      | 希腊        | 18            | 1920                    | 1985 |
| 5    | 西门子、MAN集團                                |      | 西德        | 24            | 1951                    | 1995 |
| 6    | 西门子、MAN集團                                |      | 西德        | 32            | 1958                    | 2000 |
| 7    | 西门子、MAN集團                                |      | 西德        | 8             | 1968                    | 2000 |
| 9    | 漢斯·貝姆勒機車與機電工程 柏林地铁Gl型电动车组 |      | 東德 · 德国 | 50            | 1982 (出借) 1984 (交付) | 2004 |

#### 現役車輛
| 批次 | 製造商                           | 圖片 | 製造國      | 車輛數 | 編組 | 載客量 | 投入使用 | 備註     |
| ---- | -------------------------------- | ---- | ----------- | ------ | ---- | ------ | -------- | -------- |
| 8    | 西门子 MAN集團                   |      | 西德        | 75     | 5    | 830    | 1983     | 計畫翻新 |
| 10   | 西门子 MAN集團 AEG 希臘造船廠    |      | 德国 · 希腊 | 50     | 5    | 830    | 1993     | 計畫翻新 |
| 11   | Adtranz 西门子 龐巴迪 希臘造船廠 |      | 德国 · 希腊 | 120    | 6    | 1002   | 2000     | 計畫翻新 |

### 2、3號線列車
| 批次 | 製造商                                 | 圖片 | 製造國 | 車輛數                                    | 編組 | 電氣化方式              | 速度 (公里/小時) | 載客量 | 投入使用 |
| ---- | -------------------------------------- | ---- | ------ | ----------------------------------------- | ---- | ----------------------- | ---------------- | ------ | -------- |
| 1    | 西门子 Adtranz 阿爾斯通                |      | 德国   | 168                                       | 6    | 750 V 直流電 第三軌供電 | 80               | 1030   | 2000     |
| 2    | 韩华集团 現代Rotem 三菱集团 克诺尔集团 |      |        | 84                                        | 6    | 750 V 直流電 第三軌供電 | 80               | 1062   | 2003     |
| 2    | 韩华集团 現代Rotem 三菱集团 克诺尔集团 |      | 42     | 750 V 直流電第三軌供電 25 kV 交流電架空線 | 6    | 120                     | 1026             | 2004   |          |
| 3    | 現代Rotem 西门子                       |      |        | 168                                       | 6    | 750 V 直流電 第三軌供電 | 80               | 1032   | 2014     |

## 營運資訊

### 營運時間
地鐵營運時間，1號線從5：00開始營運至隔日0：30分發出末班車，2、3號線則從5：30開始營運，至隔日0：00左右發出末班車，往返機場的列車5：30由3號線聖瑪麗娜站發出，6：17抵達雅典機場站，隨後於6：32由雅典機場站發出，往機場的末班車於23：01分發出、23：55抵達；前往市區的的末班車則於23：32分發出、隔日0：26分抵達。

### 票務
票價方面，地鐵以搭乘時間計價，乘客可在片面期間內無限制搭乘、換乘OASA旗下，除了前往機場的路線以外的的所有路線，包括地鐵、有軌電車、無軌電車、公交車和通勤鐵路。發售的車票有90分鐘券、24小時券、5日券，價格分別為1.2、4.1、8.2歐元，也發售一個月、一季、半年和一年的定期票。機場部分由地鐵個站前往機場單程票價為9歐元，旅客需在進站後90分鐘內出站。另外針對國外觀光客推出3日旅遊券，除市內交通工具外，還包含2趟往返機場的車票，售價20歐元。

### 廣播系統
雅典地铁广播的先後顺序为希腊语、英语，为预录广播系统。